# 캐비
캐비(본명: 정상현, 2001년 12월 17일 ~ )는 대한민국의 리그 오브 레전드 프로게이머로 아이디는 Kabbie이다. 포지션은 서포터이다. 과거 Irove 아이디를 사용했다.

## 선수 생활
2018년 12월 10일, 그리핀에 입단하면서 프로 커리어를 시작했다. 2019시즌에서는 팀의 서브 선수로 활동하며 출전하지 못했다. 
2020 스프링 시즌 팀의 주전 서포터로 낙점받았다. 하지만 스프링 시즌 아이로브는 매우 좋지 못한 모습을 보여주면서 팀의 구멍으로 평가가 떨어졌다. 결국 팀은 승강전으로 향하게 되었으며 승강전에서는 새로 영입된 와디드가 출전함에 따라 출전하지 못했다. 
2020 서머 시즌을 앞두고 샌드박스 게이밍에 입단했다. 입단과 동시에 닉네임을 Kabbie로 변경했다. 샌드박스에서는 서브로 활동했다.
2021시즌을 앞두고 샌드박스의 2군팀에 합류했다. 2021시즌 종료 후 팀에서 퇴단했다.
2022시즌을 앞두고 T1의 2군팀에 합류했다. 2022시즌 종료 후 팀에서 퇴단했다.

## 소속팀
| # | 팀명            | 소속 기간             | 소속 리그 | 비고 |
| - | --------------- | --------------------- | --------- | ---- |
| 1 | 그리핀          | 2018.12.10~2020.05.26 | LCK       |      |
| 2 | 샌드박스 게이밍 | 2020.05.26~2021.11.16 | LCK       |      |
| 3 | T1              | 2021.12.06~2022.11.22 | LCK       |      |

## 수상 내역
- 2018 LoL KeSPA컵 우승
- 스무살우리 리그 오브 레전드 챔피언스 코리아 스프링 2019 준우승
- 우리은행 리그 오브 레전드 챔피언스 코리아 서머 2019 준우승